# 佐田暢子
佐田 暢子（さた のぶこ、1950年 - ）は、日本の小説家。

## 略歴
福岡県大牟田市出身。東京都で小学校教員をつとめながら日本民主主義文学会の文学教室に通い、小説を書き始める。定年後は郷里に戻り、地域活動に力をそそいでいる。
1995年、「夕映えに立つ」で浅尾大輔をおさえて第一回民主文学新人賞を受賞。

## 作品
- 『朝まだき青の流れに』(新日本出版社) 2000.2　『女性のひろば』連載長編
- 『冬の架け橋』(本の泉社) 2019.2　『民主文学』連載長編
- 『半夏生』（本の泉社） 2022.1 - 短編集

収録作品：「坂」「半夏生」「雪の一ト日」「水天の月」「赤うどん」「百円坂」「乳房」「大蛇山」「風の吹く庭」「陽だまりのスニーカー」「春のきざし」「随想「坂口安吾展」」
- 『「新しい戦前」の時代、やっぱり安吾でしょ - 坂口安吾傑作選』（坂口安吾、解説を担当、本の泉社） 2023.3